# Fūrinkazan
Ne pas confondre avec le film Furin kazan (1969) de Hiroshi Inagaki
Fūrinkazan (風林火山), littéralement « Vent, forêt, feu et montagne », est l'étendard de guerre employé par Takeda Shingen, daimyo de la période Sengoku. Le texte inscrit sur l'étendard est une citation du chapitre 7 de L'Art de la guerre de Sun Tzu :

« C'est pourquoi une armée doit être preste comme le vent, majestueuse comme la forêt, dévorante comme la flamme, inébranlable comme la montagne (...) »

— Sun Tzu, par Jean Lévi, L'Art de la guerre, éditions Pluriel, novembre 2021

Fūrinkazan.

La citation originelle chinoise apparaît d'abord au chapitre 7, passage 13 et 14 (故其疾如風 其徐如林 侵掠如火 不動如山) : « C'est pourquoi une armée doit être preste comme le vent, majestueuse comme la forêt, dévorante comme la flamme, inébranlable comme la montagne (...) »
Une suite du fūrinkazan est développée tout au long du texte : « (...) insaisissable comme une ombre, elle frappe avec la soudaineté de la foudre. »

## Culture populaire
- Cette stratégie est celle utilisée par un personnage dans le manga Détective Conan pour mettre en scène ses meurtres[1].
- Dans le manga de Masami Kurumada, Fūma no Kojirō, Kojirô utilise l'épée céleste nommée Fûrinkazan qui est une référence à ce précepte de l'œuvre de Sun Tzu, L'Art de la guerre.
- Dans le light novel Sword Art Online, la guilde de combattants menée par Klein s'appelle Fuurinkazan.
- Fuh-rin-ka-zan est une carte piège du jeu de cartes Duel Monsters, issu du manga Yu-Gi-Oh!
- Dans le manga Prince of tennis, « fuh rin ka zan » est une technique d'un personnage prénommé Sanada.
- Dans le film Inazuma Eleven Go, Furinkazan Destroyer est une technique de tir utilisée par Kibayama Douzan.
- Le personnage de Ryu dans Street Fighter porte l'inscription du Fûrikazan sur sa ceinture noire.
- Dans le manga Ninja Slayer, le mot « Fûrinkazan » est utilisé comme mot de passe pour pirater un ordinateur.